# Hemerobius tristriatus
Hemerobius tristriatus är en insektsart som beskrevs av Shinji Kuwayama 1954. Hemerobius tristriatus ingår i släktet Hemerobius och familjen florsländor. Inga underarter finns listade i Catalogue of Life.